# Toba de Huckleberry Ridge

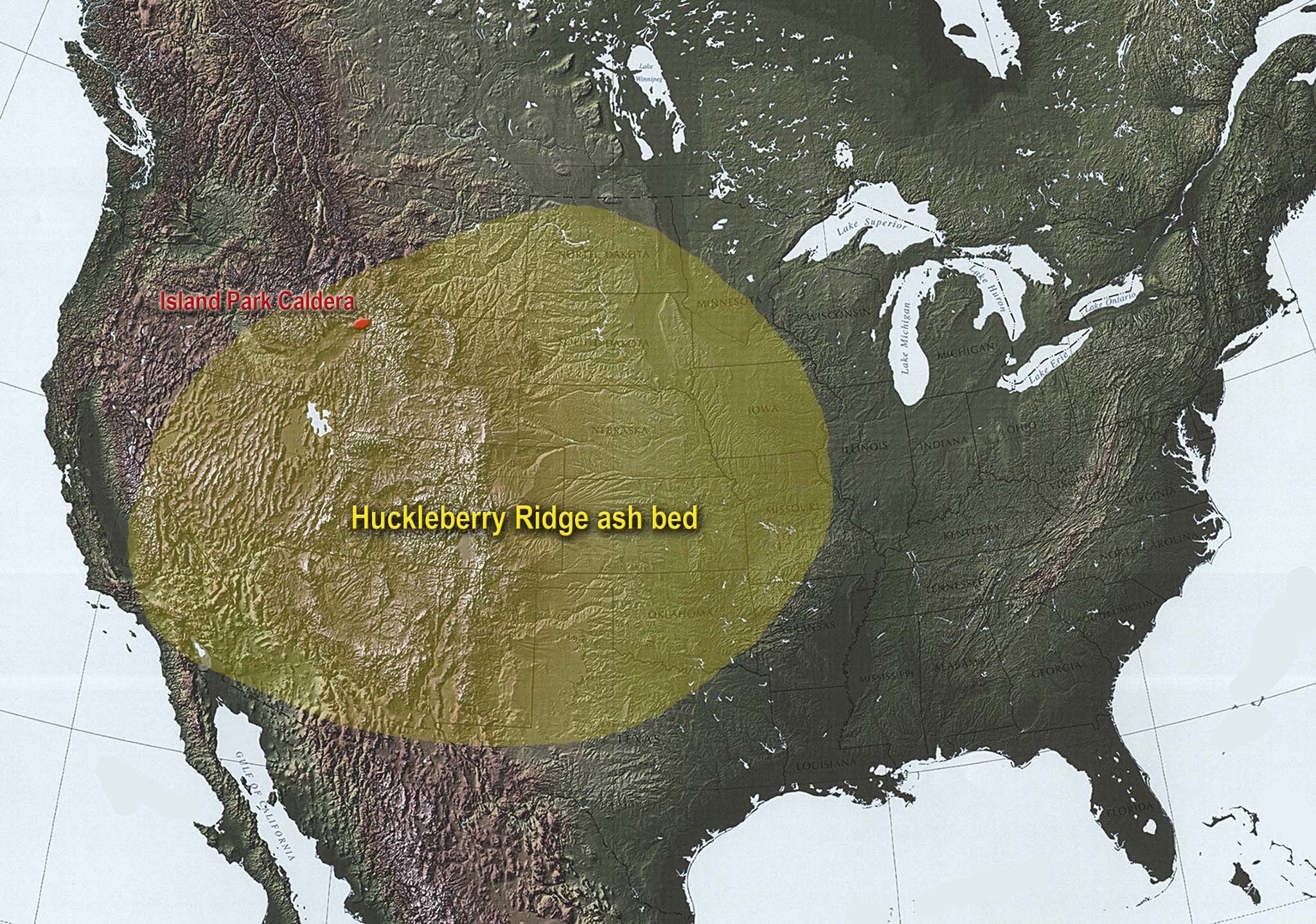
Capa de cenizas de Huckleberry Ridge.

La toba de Huckleberry Ridge (en inglés: Huckleberry Ridge Tuff) es una formación de toba volcánica creada por la erupción de Huckleberry Ridge que se produjo hace 2,1 millones de años. Esta erupción formó la caldera de Island Park que se encuentra parcialmente en el Parque nacional de Yellowstone, Wyoming, y se extiende hacia el oeste en Idaho en una región conocida como Island Park.  Se cree que esta erupción expulsó 2.500 km³ de material volcánico, convirtiéndola en la mayor erupción conocida en la historia del punto caliente de Yellowstone. Fue seguida por las erupciones de la toba de Mesa Falls y de la toba de Lava Creek respectivamente.